# 1682 en science
| Années de la science : 1679 - 1680 - 1681 - 1682 - 1683 - 1684 - 1685    |
| Décennies de la science : 1650 - 1660 - 1670 - 1680 - 1690 - 1700 - 1710 |

Cet article présente les faits marquants de l'année 1682 en science.

## Événements
- 1er mai : visite inaugurale de Louis XIV à l'observatoire de Paris[1].
- Juin : Isaac Newton prend connaissance au cours d'une réunion de la Royal Society de la mesure du méridien prise par Jean Picard en 1669 ; il reprend ses calculs de 1665 et confirme sa loi universelle de la gravitation[2].
- 15 septembre : passage de la comète de Halley. Ce dernier prédit son retour pour 1758[3].

## Publications
- Wolf Helmhardt von Hohberg (de), Georgica curiosa, chez Endter, Nuremberg, traité d’agronomie.
- John Ray : Methodus plantarum nova, premier volume d'Historia plantarum (1686). Il divise les plantes à fleurs entre monocotylédones et dicotylédones.

- Début de la publication des Acta Eruditorum à Leipzig (Leibniz).

## Naissances

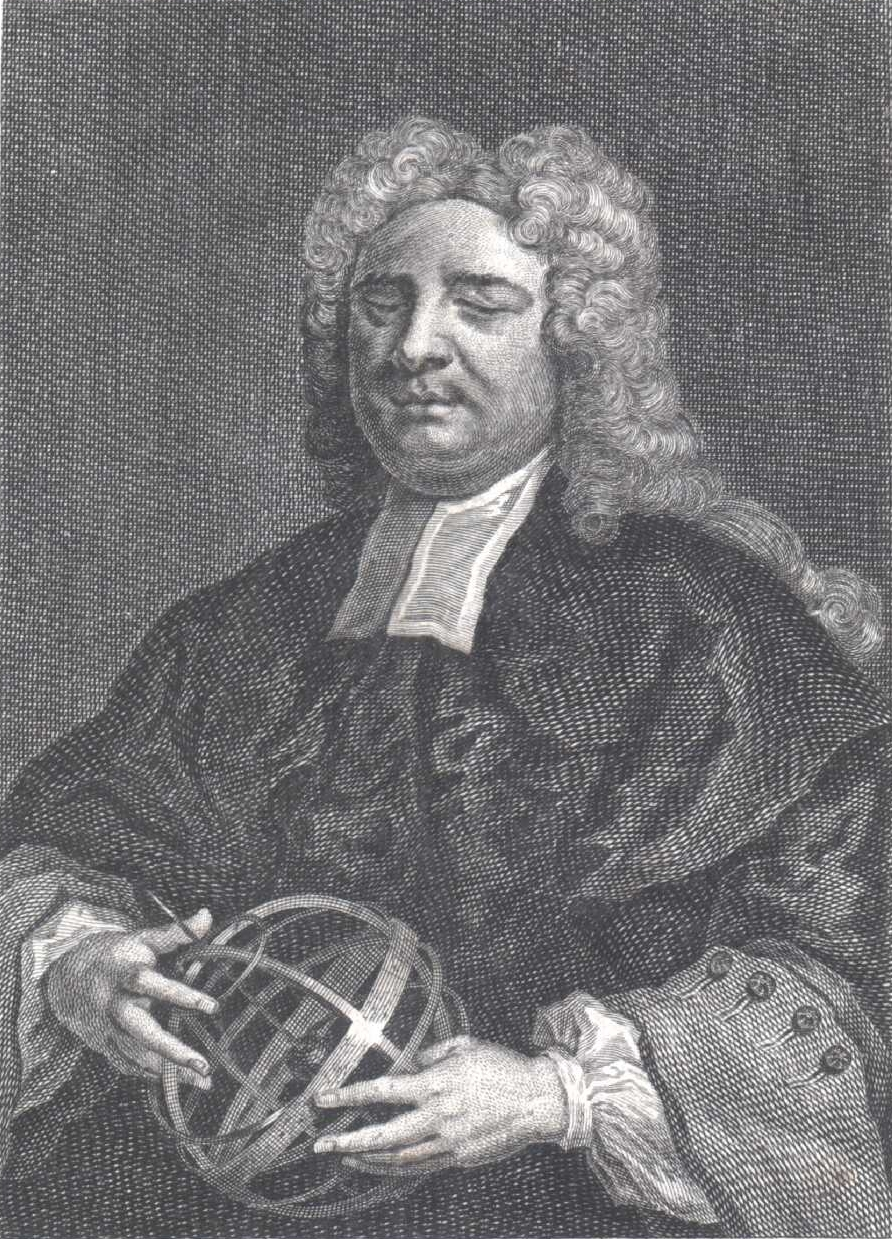
Nicholas Saunderson

- 4 février : Johann Friedrich Böttger (mort en 1719), chimiste et alchimiste allemand.
- 25 février : Jean-Baptiste Morgagni (mort en 1771), médecin italien.
- 9 avril : Nicholas Saunderson (mort en 1729), scientifique et mathématicien anglais.
- 16 avril : John Hadley (mort en 1744), astronome britannique.
- 10 juillet : Roger Cotes (mort en 1716), mathématicien anglais.
- 6 décembre : Giulio Fagnano (mort en 1766), mathématicien italien.

## Décès
- 12 mai : Michelangelo Ricci (né en 1619), mathématicien et cardinal italien.
- 12 juillet : Jean Picard (né en 1620), astronome et géodésien français Il a calculé que le rayon de la Terre était de 6 372 km (au lieu de 6 357 km).
- 19 octobre : Sir Thomas Browne (né en 1605), médecin, encyclopédiste anglais.
- Octobre : Johann Joachim Becher (né en 1635), médecin et chimiste allemand.

- Raymond Restaurand (né en 1627), médecin français.